# Bock for President

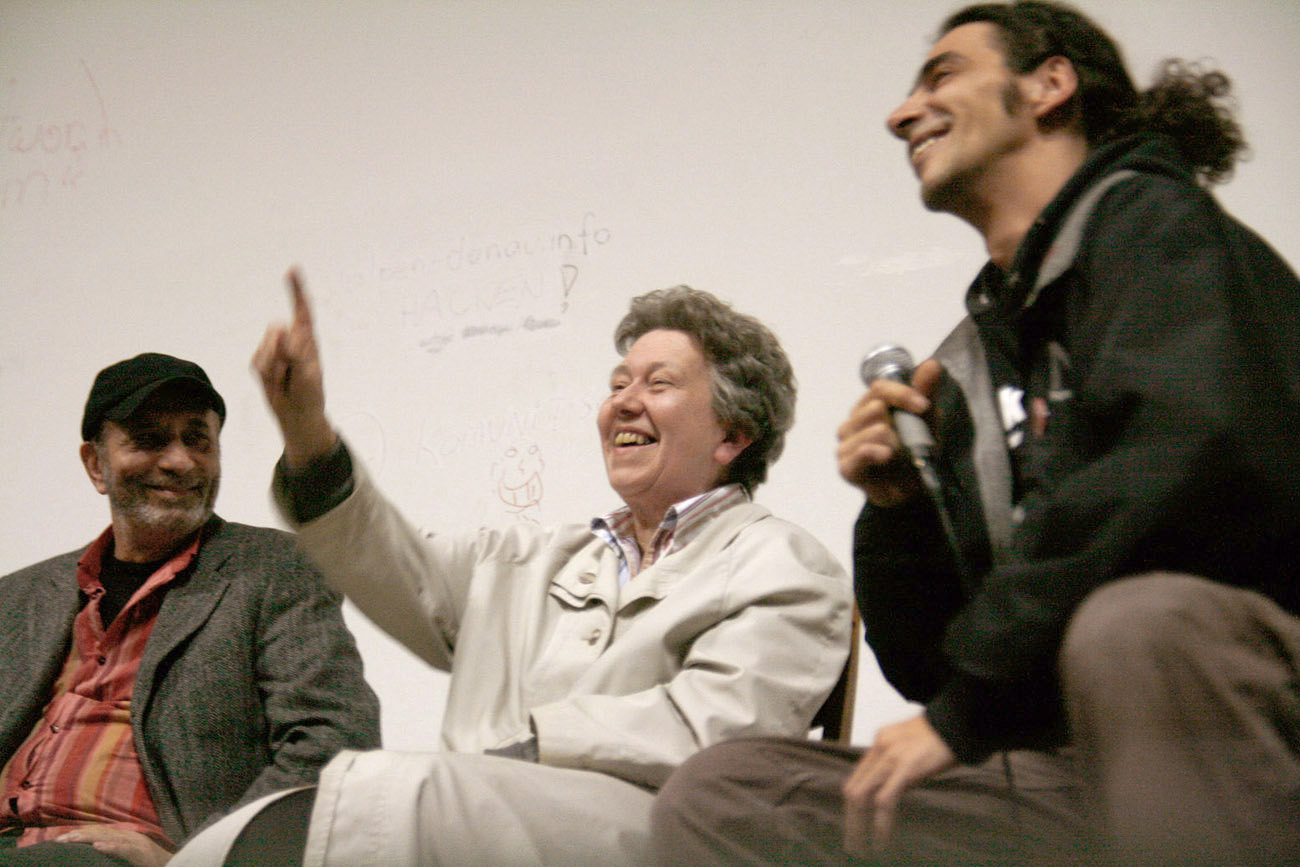
Houchang Allahyari, Ute Bock und Tom-Dariusch Allahyari (v. l. n. r.) bei der Vorpremiere des Films im besetzten Audimax der Universität Wien (2009)

Bock for President ist ein österreichischer Dokumentarfilm der österreichisch-iranischen Regisseure Houchang Allahyari und Tom-Dariusch Allahyari. Der Film porträtiert Ute Bock, eine für ihr Engagement für Flüchtlinge bekannte österreichische Erzieherin. Nicht nur ihre Arbeit, sondern auch die aktuelle Situation von Asylwerbern und Flüchtlingen in Österreich werden dabei thematisiert.
Die ursprünglich für Anfang November im Rahmen des Filmfestivals Viennale geplante Premiere wurde kurzfristig vorverlegt und fand, wie Festivalleiter Hans Hurch erklärte als „kleiner solidarischer Beitrag unseres Festivals mit den Anliegen und dem Protest der selbst organisierten Studentenschaft“, während der Studierendenproteste in Österreich 2009/2010 als Vorpremiere am 31. Oktober 2009 im besetzten Audimax der Universität Wien statt. Offizielle Premiere war am 1. November 2009 im Stadtkino. Der Kinostart in Österreich erfolgte am 15. Jänner 2010, wobei der Film österreichweit vor allem in Programmkinos läuft.

## Handlung
Im Zentrum der Kinodokumentation „Bock for President“ steht das Lokal des Vereins „Flüchtlingsprojekt Ute Bock“ im zweiten Wiener Gemeindebezirk Leopoldstadt, inmitten des Karmeliterviertels. In das Vereinslokal kommen Bedürftige, um sich Lebensmittel abzuholen, andere stellen sich zur kostenlosen Rechtsberatung an, suchen ein Dach über dem Kopf oder nutzen den Postservice, den der Verein für Obdachlose anbietet. Ute Bock leitet den von ihr gegründeten Verein und wird im Rahmen des Films von der Kamera begleitet. Gleichzeitig gibt er Einblick in die Lebensgeschichten der von ihr betreuten Personen.

## Rezeption
- „Faszinierendes Filmporträt einer Frau, die die Menschen immer noch liebt, obwohl sie sie viel zu gut kennt.“ Filmmagazin SKIP
- „In diesem Porträt wird eine Frau sichtbar, die politische Haltung nicht mit Ideologisierung, Mitmenschlichkeit nicht mit Anbiederung und persönlichen Einsatz nicht mit Selbststilisierung verwechselt.“ VIENNALE Pocketguide

## Statement der Regisseure
Wir haben Ute Bock über einen Zeitraum von zwei Jahren mit der Kamera begleitet. Dabei haben wir sie in typischen Arbeitssituationen aufgenommen, in ihrem raren „privaten“ Alltag, oder zum Beispiel auch gemeinsam mit ihrer Schwester. Die raue, aber zutiefst menschliche Art dieser Frau sorgt sogar inmitten der menschlichen Tragödien in manchen Momenten für Komik. Neben Ute Bock spielen auch ihre Klienten und Mitarbeiter eine wichtige Rolle im Film. Gerade in einer Zeit, in der Menschlichkeit und Solidarität massiv in Frage gestellt werden, bietet Ute Bock ein Beispiel dafür, wie viel das Engagement eines einzelnen Menschen erreichen kann. Die Zuschauer sollen das Kino nicht deprimiert verlassen, sondern inspiriert!

## Auszeichnungen
Bei der erstmaligen Verleihung des Österreichischen Filmpreises im Jänner 2011 wurde Bock for President als Bester Dokumentarfilm ausgezeichnet.